# Калинівська сільська рада (Лугинський район)
Калинівська сільська рада (до 1946 року — Ковцька сільська рада, деколи — Колоцька сільська рада) — колишня адміністративно-територіальна одиниця та орган місцевого самоврядування у Лугинському і Олевському районах Коростенської й Волинської округ, Київської і Житомирської областей Української РСР та України з адміністративним центром у с. Калинівка.

## Населені пункти
Сільській раді були підпорядковані населені пункти:
- с. Калинівка
- с. Підостапи

## Населення
Кількість населення ради, станом на 1923 рік, становила 2 936 осіб, кількість дворів — 557.
Відповідно до результатів перепису населення СРСР, кількість населення ради, станом на 12 січня 1989 року, становила 1 118 осіб.
Станом на 5 грудня 2001 року, відповідно до перепису населення України, кількість мешканців сільської ради становила 786 осіб.

## Склад ради
Рада складалася з 12 депутатів та голови.

## Керівний склад сільської ради
| ПІБ                        | Основні відомості                                                         | Дата обрання | Дата звільнення |
| -------------------------- | ------------------------------------------------------------------------- | ------------ | --------------- |
| Лугинець Тетяна Антонівна  | Сільський голова, 1960 року народження, освіта                            | 26.03.2006   | 31.10.2010      |
| Каменчук Віктор Михайлович | Сільський голова, 1962 року народження, освіта вища, член народної партії | 31.10.2010   |                 |

Примітка: таблиця складена за даними джерела

## Історія
Створена 1923 року, з назвою Ковцька сільська рада, в складі сіл Ковцьки (Колцьки, згодом — Калинівка), Кремно, Леонівка та хутора Крем'янські Покупателі Лугинської волості Коростенського повіту Волинської губернії. Станом на 17 грудня 1926 року на обліку числяться хутори Болярка, Підомелуша, Підостапи, Хмелинець. У 1941 році с. Кремне та х. Крем'янські Покупателі відішли до складу новоствореної Кремненської сільської ради Лугинського району Житомирської області. Станом на 1 жовтня 1941 року хутори Болярка, Підомелуша та Хмелинець не перебувають на обліку населених пунктів.
7 червня 1946 року, відповідно до указу Президії Верховної ради Української РСР «Про збереження історичних найменувань та уточнення і впорядкування існуючих назв сільрад і населених пунктів Житомирської області», сільську раду перейменовано на Калинівську через перейменування її адміністративного центру на с. Калинівка.
Станом на 1 вересня 1946 року сільська рада входила до складу Лугинського району Житомирської області, на обліку в раді перебували с. Калинівка та х. Підостапи, с. Леонівка значилося в підпорядкуванні Кремненської сільської ради Лугинського району.
На 1 січня 1972 року сільська рада входила до складу Лугинського району Житомирської області, на обліку в раді перебували села Калинівка та Підостапи.
Припинила існування 30 грудня 2016 року через об'єднання до складу Лугинської селищної територіальної громади Лугинського району Житомирської області.
Входила до складу Лугинського (7.03.1923 р., 8.12.1966 р.) та Олевського (30.12.1962 р.) районів.